# Rychlodrážní tramvaj

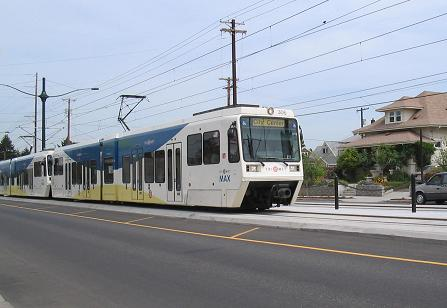
Rychlodráha v Portlandu

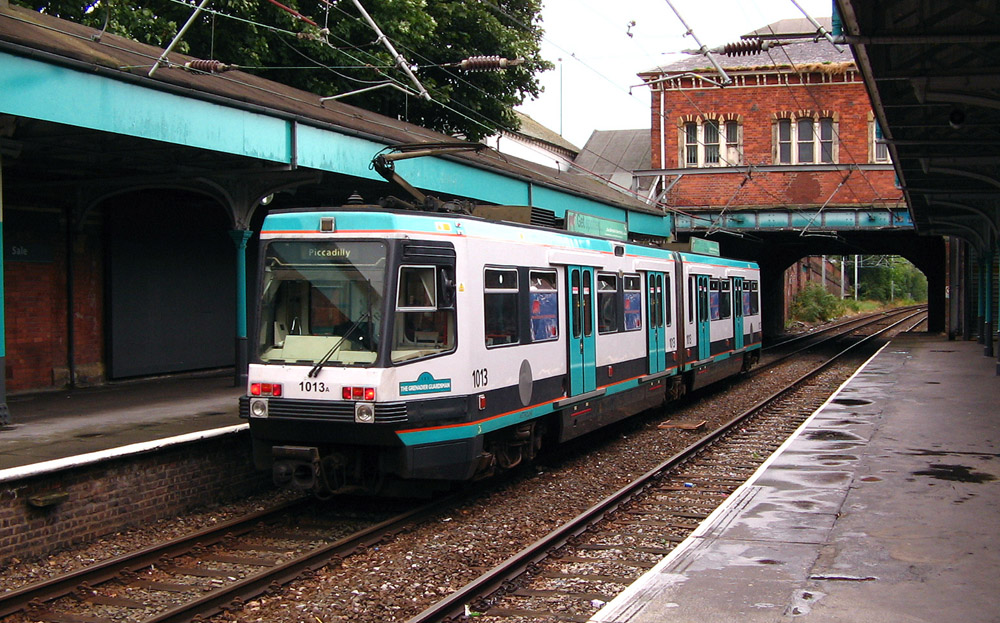
Původně železniční zastávka v Sale u Manchesteru, přibyly jen troleje a změnil se informační systém. Nástupiště jsou stále vysoká „drážní“, stejná musela být postavena i na trati vedené po ulici v centru.

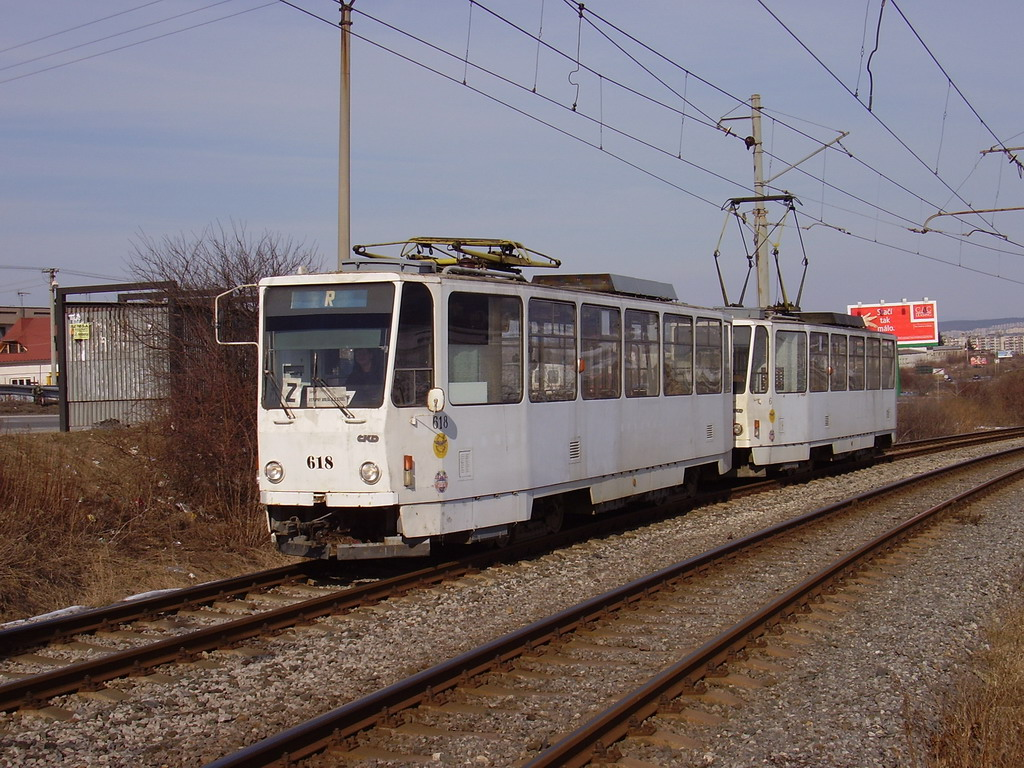
Souprava vozů Tatra T6A5 na košické rychlodráze

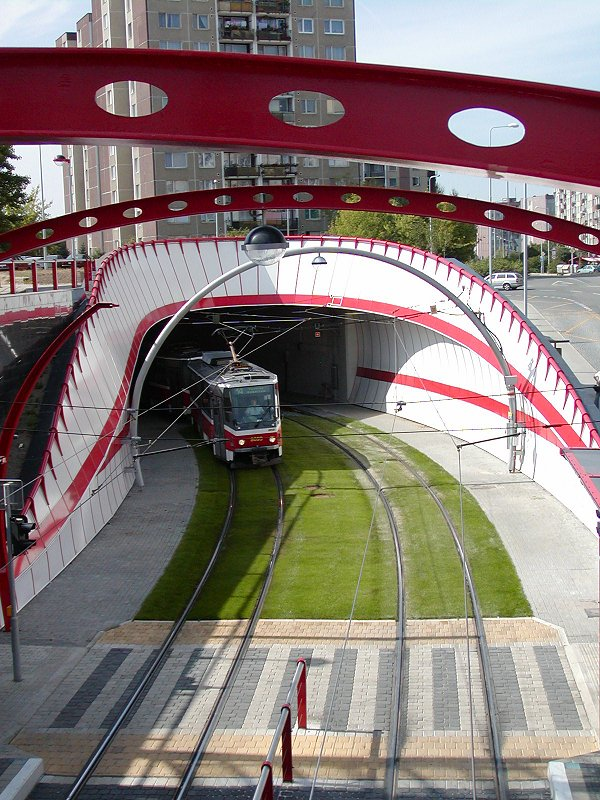
Tramvajová rychlodráha na pražském Barrandově

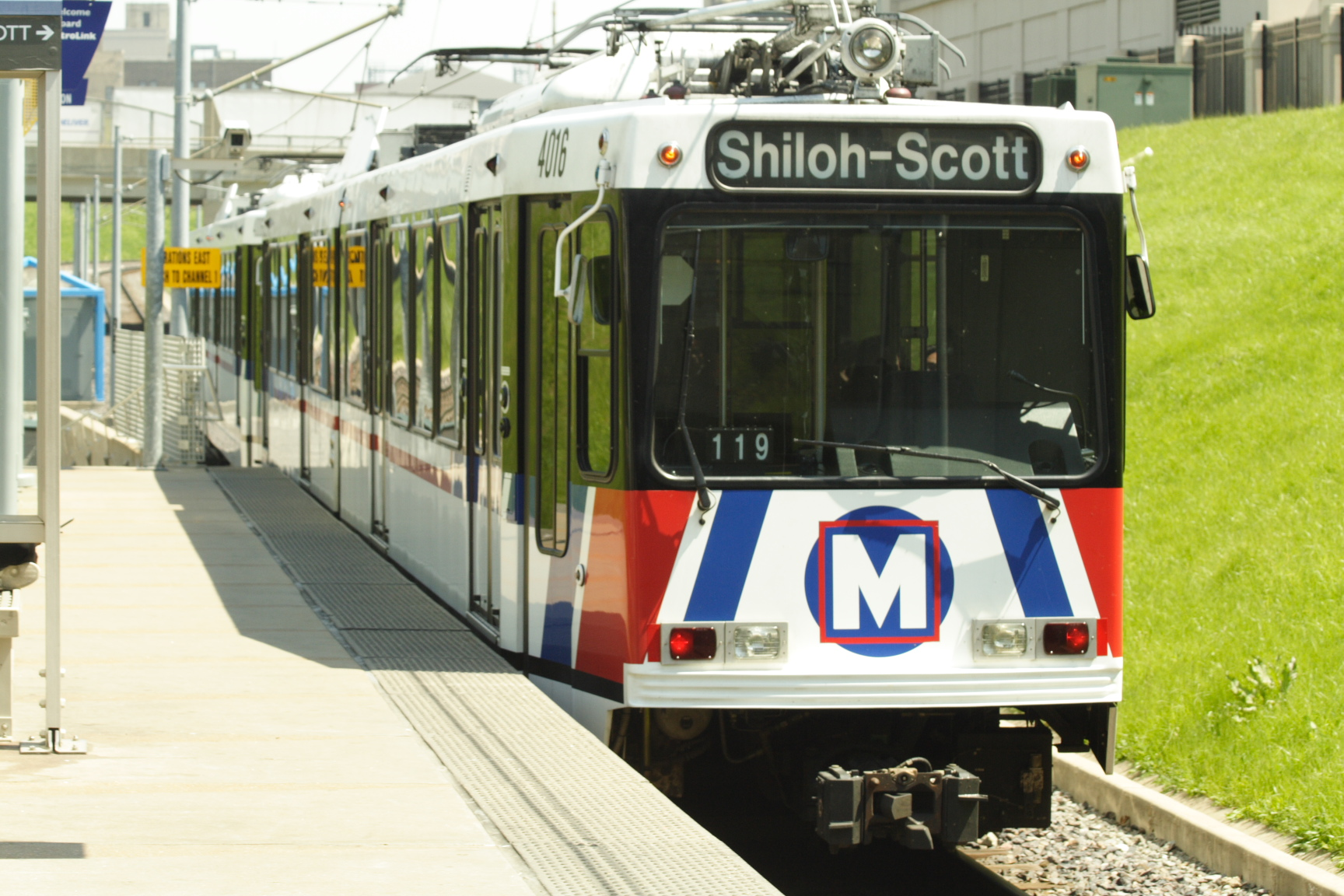
Rychlodráha v St. Louis

Rychlodrážní tramvaj, rychlodráha nebo také méně používané označení lehká (městská) železnice (v anglicky mluvících zemích light rail) je forma tramvajové dopravy s kompletně segregovanou dráhou, která používá méně masivní vybavení a infrastrukturu než metro, ale naopak těžší, rychlejší a delší soupravy než běžné tramvaje. V podstatě je rychlodrážní tramvaj alternativa k metru stavěná tam, kde se metro nehodí buď z finančních nebo jiných důvodů. Na rozdíl od pouliční tramvaje má trasa rychlodrážní tramvaje se silniční dopravou jen mimoúrovňová křížení, eventuálně přejezdy vybavené světelnými signály nebo výstražnými kříži jako klasická železnice. Elektrickou energii získává, stejně jako tramvaje, z trolejí. Nástupiště mohou být řešena několika způsoby. Některé systémy, např. v Los Angeles, v Manchesteru nebo v Manile, využívají – stejně jako metro – vysoké nástupní hrany, tzn. že nástupiště je ve výšce 900 mm stejně jako podlaha tramvaje. Díky tomu je nastupování a vystupování cestujících velice usnadněno. Jinde mají třeba jen nízké chodníky.
Nejvíce je rychlodrážní tramvaj rozšířená ve Spojených státech amerických pod názvem „light rail“, nejvyužívanější potom v Los Angeles, Bostonu, Portlandu a v San Diegu. Kromě Spojených států je rychlodrážní tramvaj provozována např. v Manile na Filipínách a v mnoha městech v Asii. Ve Spojeném království využívají rychlodrážní tramvaje často zrušené železnice, včetně jejich nádraží (Manchester, Birmingham, Nottingham).
Na Slovensku je trať rychlodrážního charakteru provozována v Košicích mezi městskou částí Západ a podnikem U. S. Steel Košice. Rychlodráha byla zprovozněna v polovině šedesátých let, je vedena souběžně s rychlostní komunikací, v provozu jsou na ní běžné městské tramvaje, které jezdí maximální rychlostí. Další rychlodráha je plánována v Bratislavě, kde má tvořit páteř celé MHD a nahradí pomalé a přetížené autobusové linky spojující největší sídliště Petržalka a centrum města.

## Rychlodrážní tramvaj v Česku
Česká legislativa a technické normy umožňují lehkou dráhu budovat a provozovat buď v režimu železniční dráhy (regionální), nebo v režimu tramvajové dráhy, případně jako speciální železniční dráhu, což je kategorie, do které spadá pouze pražské metro. Před rokem 1994 metro spadalo do kategorie městských rychlodrah.
V Praze se uvažuje o zavedení hybridního systému vlakotramvaje, který by spojil Prahu s Chýní, Nučicemi, Starou Boleslaví a Mělníkem.
V Brně se v 80. letech 20. století uvažovalo o systému podpovrchové tramvaje, později jen o jedné trati (tzv. brněnský tramvajový diametr). Tento nápad byl nakonec změněn do podoby spíše železničního příměstského diametru.
V Česku jsou v provozu tramvajové tratě rychlodrážního charakteru, vedené převážně do panelových sídlišť ze 70. a 80. let 20. století. V Praze se jedná například tratě do Modřan a na sídliště Barrandov, v Brně má tento charakter meziměstská trať do Modřic, vedená průmyslovou částí, a tratě na okrajová sídliště (Bystrc, Starý Lískovec, Líšeň). V Ostravě jde například o trať k Nové huti, na Dubinu nebo úsek mezi Novou Vsí a Třebovicemi. Rychlodrážní charakter má také meziměstská trať z Mostu do Litvínova.
Mezi české tramvaje vhodné i pro rychlodrážní provoz patří např. Tatra KT8D5, Tatra RT8D5, Tatra RT6N1, Škoda 06T nebo Škoda 13T/14T/16T/19T.

## Srovnání s jiným dopravními prostředky

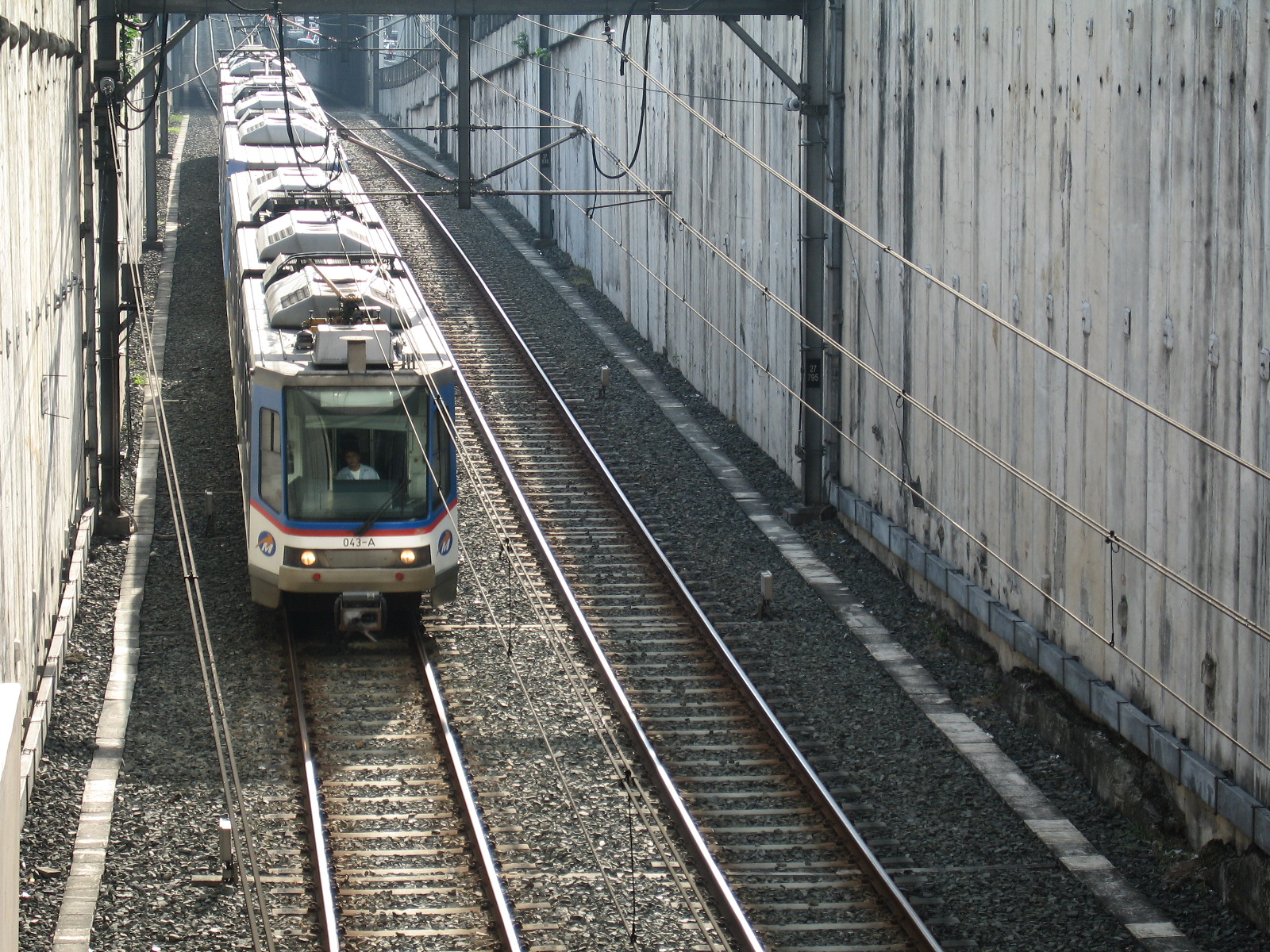
Česká rychlodrážní tramvaj Tatra RT8D5 v Manile na Filipínách

### Rozdíly oproti metru
- menší kapacita
- nižší rychlost
- lehčí, kratší a užší vozidla
- zdroj energie z trolejí
- oproti metru může být rychlodráha vedena i po silnici

### Rozdíly oproti pouliční tramvaji
- větší kapacita
- vyšší rychlost
- těžší, delší (kloubová) a širší vozidla
- rychlodráha není vedena po silnici, má segregovanou (oddělenou) trať (s výjimkou úseků, kde není pro oddělenou trať místo, např. ulice v historickém centru)
- větší vzdálenosti mezi stanicemi/zastávkami
- obvykle speciální tarifní podmínky